# 高砂町 (大分市)
高砂町（たかさごまち）は、大分県大分市の町名。丁目の設定がない単独町名である。住居表示実施済区域。

## 地理
大分市中心部に位置する。北を国道197号（昭和通り）、東を国道197号（豊後街道）、南西を国道10号（産業通り）で囲まれた三角形の地域で、それぞれ道路を挟んで、北で寿町、東で中央町、南西で新町に隣接する。
地区の東側をOASISひろば21が占め、西端近くを住吉川が南から北に貫流する。

## 歴史
1880年（明治13年）3月1日に当地区に大分県病院兼医学校が開設され、1899年（明治32年）7月に大分県立病院となった。大分県立病院は1992年（平成4年）8月18日に大分市大字豊饒に移転し、跡地には1998年（平成10年）にOASISひろば21がオープンしている。
また、1903年（明治36年）には大分県立病院の中に大分県産婆養成所が開設され、大分県産婆看護婦養成所を経て、1953年（昭和23年）に大分県立厚生学院となり、看護婦、保健婦、助産婦の養成を行ったが、1998年（平成10年）に大分市廻栖野に大分県立看護科学大学が開校したことに伴い、2001年（平成13年）3月に閉校した。
これらを記念して、OASISひろば21の地下駐車場入口附近には、「大分県病院兼医学校開設の地」及び「大分県看護教育発祥の地」の2つの記念碑が建てられている。
行政地名としては1964年（昭和39年）に従前の大字大分の一部(通称で南新町・金池北・金池南・東新町北・東新町南・塩九升町)から成立。

## 世帯数と人口
2022年（令和4年）3月31日現在（大分市発表）の世帯数と人口は以下の通りである。
| 町丁   | 世帯数  | 人口  |
| ------ | ------- | ----- |
| 高砂町 | 211世帯 | 333人 |

### 人口の変遷
国勢調査による人口の推移。
| 2005年（平成17年） | 272人 | [ 5 ] |  |
| 2010年（平成22年） | 393人 | [ 6 ] |  |
| 2015年（平成27年） | 387人 | [ 7 ] |  |
| 2020年（令和2年）  | 384人 | [ 8 ] |  |

### 世帯数の変遷
国勢調査による世帯数の推移。
| 2005年（平成17年） | 142世帯 | [ 5 ] |  |
| 2010年（平成22年） | 233世帯 | [ 6 ] |  |
| 2015年（平成27年） | 240世帯 | [ 7 ] |  |
| 2020年（令和2年）  | 237世帯 | [ 8 ] |  |

## 学区
市立小・中学校に通う場合、学区は以下の通りとなる（2022年4月時点）。
| 番地 | 義務教育学校     |
| ---- | ---------------- |
| 全域 | 大分市立碩田学園 |

## 事業所
2016年（平成28年）現在の経済センサス調査による事業所数と従業員数は以下の通りである。
| 町丁   | 事業所数 | 従業員数 |
| ------ | -------- | -------- |
| 高砂町 | 53事業所 | 927人    |

## 交通

### 鉄道
鉄道は町内を通っていないが、近隣に大分駅があり、徒歩で利用できる。

### バス
地区北側の国道197号（昭和通り）沿いに大分交通の「高砂町」、「オアシスひろば前」、東側の国道197号（豊後街道）沿いに大分バスの「オアシス広場前（東側）」の3つのバス停留所がある。大分交通の「オアシスひろば前」停留所には、大分空港行きのエアライナーの一部の便も停車する（大分空港発の便は停車しない）。

### 道路
- 国道10号
- 国道197号

## 施設
- OASISひろば21
  - 大分県立総合文化センター（iichiko総合文化センター）
  - NHK大分放送会館
    - NHK大分放送局

  - ホテル日航大分 オアシスタワー
  - ハローワーク大分ワークプラザ
  - 大分中央警察署中央交番

## その他

### 日本郵便
- 郵便番号 : 870-0029[2]（集配局 : 大分中央郵便局[11]）。